# 오언석
오언석(吳彦錫, 1971년 7월 5일~)은 대한민국의 정치인이다. 제26대 도봉구청장이다.

## 학력
- 성균관대학교 국정전문대학원 행정학 석사
- 신한대학교 행정학 명예박사

## 경력
- 도봉구청 행정관리국 총무과
- 한국청소년활동진흥원 사무처 경영관리부(준정부기관)
- 김선동 국회의원 정책보좌관
- 국민의힘 서울특별시당 부대변인
- 국민의힘 당원협의회 도봉(을) 사무국장
- 서울시장 오세훈 후보 도봉(을) 총괄본부장
- 대통령 윤석열 후보 정치문화 대외협력위원장
- 2022. 7.~: 제26대 민선 8기 서울특별시 도봉구청장(초선)
- 2022. 10.~: 도봉문화재단 이사장

## 역대 선거 결과
| 실시년도 | 선거      | 대수 | 직책   | 선거구      | 정당     | 득표수   | 득표율          | 순위 | 당락 | 비고           |
| -------- | --------- | ---- | ------ | ----------- | -------- | -------- | --------------- | ---- | ---- | -------------- |
| 2022년   | 지방 선거 | 26대 | 구청장 | 서울 도봉구 | 국민의힘 | 74,020표 | \| \| 50.45% \| | 1위  |      | 초선, 민선 8기 |
|          | 50.45%    |      |        |             |          |          |                 |      |      |                |

## 가족 관계
- 백영기 (외삼촌, 전 한나라당 도봉구 을 지구당위원장)